# 聯邦電台
聯邦電台是波斯尼亞和黑塞哥維那下轄波斯尼亞和黑塞哥維那聯邦的公共電台頻道，由波斯尼亞和黑塞哥維那聯邦廣播電視台負責營運。此頻道每日24小時使用波斯尼亞語以及克羅地亞語進行廣播，其內容涵蓋新聞、音樂、訪談、廣播劇、體育與兒童等節目。

## 外部連結
- 波斯尼亞和黑塞哥維那聯邦廣播電視台官方網站 （页面存档备份，存于）